# Sérgio Rodrigues (escriptor)
Sérgio Rodrigues (Muriaé, 1962) és un escriptor, periodista i crític literari brasiler, guanyador del 12è Gran Premi de Portugal Telecom de Literatura (2014) en la categoria de Romanç i del Grande Prêmio pel llibre "O drible" (Companha das Letras), un drama familiar que té com a fons cinc dècades de la història del futbol brasiler.
Establert en Rio de Janeiro des de l'any 1979, és autor de diversos llibres i va ser editor executiu de la revista electrònica "NoMínimo". És columnista setmanal per al diari de notícies secció del diari Folha de S.Paulo i manté els blocs "Todoprosa" sobre la literatura, i "Melhor dizendo" sobre llengua portuguesa. El treball com a investigador i columnista en les àrees de la gramàtica i la lingüística va obtenir el seu últim llibre, l'almanac "Viva a língua brasileira!", publicat al setembre de 2016.
La novel·la "O drible" (2013) va ser publicada a l'abril de 2014 a Espanya sota el títol "El regate" traduït per Juan Pablo Villalobos, i en francès com "Dribble" a l'any següent, traduït per Ana Sardinha i Antoine Volodine. També va arribar a Portugal i Dinamarca. D'acord amb el periodista João Máximo, aquest és la "millor novel·la mai escrita sobre el futbol en qualsevol idioma.
Durant la Copa del Món de 2014, publicà al diari francès Le Monde una sèrie de follets de 24 capítols anomenada "Jules Rimet, meu amor" sobre el robatori de la copa FIFA definitivament guanyat per l'equip del Brasil el 1970. La sèrie va ser publicada en portuguès en el format de llibre electrònic.
La novel·la "Elza, a garota" també va ser publicada a Portugal el 2010 i llançat als EUA al setembre de 2014.
Per tota la seva trajectòria com a escriptor, va rebre el Prêmio de Cultura do Estado do Rio de Janeiro de 2011 a la categoria de Literatura.

## Obres
- O homem que matou o escritor (contos, 2000)
- Manual do mané (humor, 2003), coautor amb Arthur Dapieve i Gustavo Poli.
- What língua is esta? (crônicas e artigos, 2005)
- As sementes de Flowerville (romance, 2006)
- Elza, a garota (romance, 2009)
- Sobrescritos: 40 histórias de escritores, excretores e outros insensatos (contos, 2010)
- O drible (romance, 2013)
- Jules Rimet, meu amor (novela, 2014)
- Viva a língua brasileira! (almanaque, 2016)